# تئاتر ویویان بومونت
تئاتر ویویان بومونت (انگلیسی: Vivian Beaumont Theater) یک سالن تئاتر متعلق به مرکز هنرهای نمایشی لینکلن در نیویورک، ایالات متحده آمریکا است.
این تئاتر که در سال ۱۹۶۴ تأسیس شده در منطقه تئاتر برادوی قرار دارد و دارای ۱۲۰۰ نفر ظرفیت است.

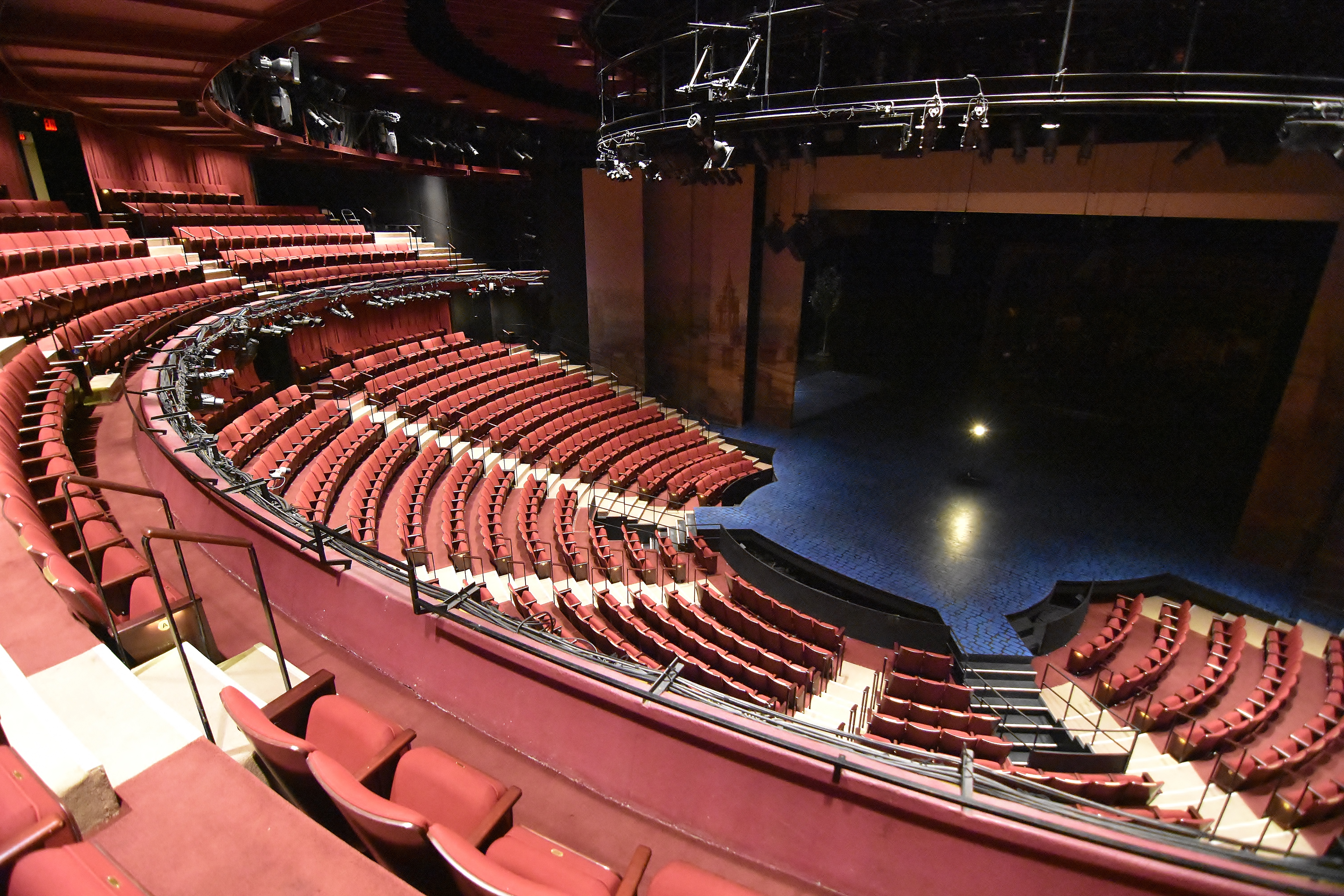
نمای داخلی تئاتر